# Сеч (округ Пр'євідза)
Сеч (словац. Seč) — село, громада округу Пр'євідза, Тренчинський край. Кадастрова площа громади — 7.67 км².
Населення 395 осіб (станом на 31 грудня 2020 року).

## Історія
Сеч згадується 1332 року.

## Населення
| Рік:            | 1994. | 2004.   | 2014.   | 2024.   |
| --------------- | ----- | ------- | ------- | ------- |
| Кількість осіб: | 412   | 410     | 392     | 388     |
| Різниця:        |       | -0,48 % | -4,39 % | -1,02 % |

| Рік:            | 2023. | 2024.   |
| --------------- | ----- | ------- |
| Кількість осіб: | 393   | 388     |
| Різниця:        |       | -1,27 % |